# Grand Prix Styrii 2020
Grand Prix Styrii 2020, oficjalnie Formula 1 Pirelli Großer Preis der Steiermark 2020 – druga runda Mistrzostw Świata Formuły 1 sezonu 2020. Grand Prix odbyło się w dniach 10–12 lipca 2020 na torze Red Bull Ring w Spielbergu. Wyścig po starcie z pole position wygrał Lewis Hamilton (Mercedes), a na podium stanęli kolejno Valtteri Bottas (Mercedes) i Max Verstappen (Red Bull).

## Tło
Grand Prix Styrii pojawiło się w Formule 1 w związku z pandemią COVID-19, w wyniku której znacznie przeprojektowano kalendarz na sezon 2020. Grand Prix odbyło się tydzień po Grand Prix Austrii na tym samym torze – Red Bull Ring. Tym samym jest to pierwszy przypadek od 1995 roku, kiedy to jedno państwo zorganizowało dwa Grand Prix z rzędu (wówczas odbyły się bezpośrednio po sobie Grand Prix Pacyfiku i Grand Prix Japonii, ale na różnych torach).
Jack Aitken zadebiutował w weekendzie Formuły 1, zastępując w pierwszym treningu George'a Russella. W tej samej sesji Antonia Giovinazziego zastąpił Robert Kubica.

## Lista startowa
Na niebieskim tle kierowcy biorący udział jedynie w piątkowych treningach.
| Nr          | Kierowca           | Zespół                        | Samochód                           | Silnik                      | Opony |
| ----------- | ------------------ | ----------------------------- | ---------------------------------- | --------------------------- | ----- |
| 3           | Daniel Ricciardo   | Renault DP World F1 Team      | Renault R.S.20                     | Renault E-Tech 20 1,6 V6T   | P     |
| 4           | Lando Norris       | McLaren F1 Team               | McLaren MCL35                      | Renault E-Tech 20 1,6 V6T   | P     |
| 5           | Sebastian Vettel   | Scuderia Ferrari              | Ferrari SF1000                     | Ferrari 065 1,6 V6T         | P     |
| 6           | Nicholas Latifi    | Williams Racing               | Williams FW43                      | Mercedes-AMG F1 M11 1,6 V6T | P     |
| 7           | Kimi Räikkönen     | Alfa Romeo Racing ORLEN       | Alfa Romeo C39                     | Ferrari 065 1,6 V6T         | P     |
| 8           | Romain Grosjean    | Haas F1 Team                  | Haas VF-20                         | Ferrari 065 1,6 V6T         | P     |
| 10          | Pierre Gasly       | Scuderia AlphaTauri Honda     | AlphaTauri AT01                    | Honda RA620H 1,6 V6T        | P     |
| 11          | Sergio Pérez       | BWT Racing Point F1 Team      | Racing Point RP20                  | BWT Mercedes 1,6 V6T        | P     |
| 16          | Charles Leclerc    | Scuderia Ferrari              | Ferrari SF1000                     | Ferrari 065 1,6 V6T         | P     |
| 18          | Lance Stroll       | BWT Racing Point F1 Team      | Racing Point RP20                  | BWT Mercedes 1,6 V6T        | P     |
| 20          | Kevin Magnussen    | Haas F1 Team                  | Haas VF-20                         | Ferrari 065 1,6 V6T         | P     |
| 23          | Alexander Albon    | Aston Martin Red Bull Racing  | Red Bull RB16                      | Honda RA620H 1,6 V6T        | P     |
| 26          | Daniił Kwiat       | Scuderia AlphaTauri Honda     | AlphaTauri AT01                    | Honda RA620H 1,6 V6T        | P     |
| 31          | Esteban Ocon       | Renault DP World F1 Team      | Renault R.S.20                     | Renault E-Tech 20 1,6 V6T   | P     |
| 33          | Max Verstappen     | Aston Martin Red Bull Racing  | Red Bull RB16                      | Honda RA620H 1,6 V6T        | P     |
| 40          | Jack Aitken        | Williams Racing               | Williams FW43                      | Mercedes-AMG F1 M11 1,6 V6T | P     |
| 44          | Lewis Hamilton     | Mercedes-AMG Petronas F1 Team | Mercedes-AMG F1 W11 EQ Performance | Mercedes-AMG F1 M11 1,6 V6T | P     |
| 55          | Carlos Sainz Jr.   | McLaren F1 Team               | McLaren MCL35                      | Renault E-Tech 20 1,6 V6T   | P     |
| 63          | George Russell     | Williams Racing               | Williams FW43                      | Mercedes-AMG F1 M11 1,6 V6T | P     |
| 77          | Valtteri Bottas    | Mercedes-AMG Petronas F1 Team | Mercedes-AMG F1 W11 EQ Performance | Mercedes-AMG F1 M11 1,6 V6T | P     |
| 88          | Robert Kubica      | Alfa Romeo Racing ORLEN       | Alfa Romeo C39                     | Ferrari 065 1,6 V6T         | P     |
| 99          | Antonio Giovinazzi | Alfa Romeo Racing ORLEN       | Alfa Romeo C39                     | Ferrari 065 1,6 V6T         | P     |
| Źródło: FIA |                    |                               |                                    |                             |       |

## Wyniki

### Zwycięzcy sesji treningowych
Trzeci trening został odwołany z powodu silnych opadów deszczu.
| Sesja       | Nr             | Kierowca       | Konstruktor               | Czas           | Okr.           |
| ----------- | -------------- | -------------- | ------------------------- | -------------- | -------------- |
| 1           | 11             | Sergio Pérez   | Racing Point-BWT Mercedes | 1:04,867       | 32             |
| 2           | 33             | Max Verstappen | Red Bull Racing-Honda     | 1:03,660       | 27             |
| 3           | Sesja odwołana | Sesja odwołana | Sesja odwołana            | Sesja odwołana | Sesja odwołana |
| Źródło: FIA |                |                |                           |                |                |

### Kwalifikacje
| P                    | Nr | Kierowca           | Konstruktor               | Czasy w kwalifikacjach | Czasy w kwalifikacjach | Czasy w kwalifikacjach | Poz. s. |
| P                    | Nr | Kierowca           | Konstruktor               | Q1                     | Q2                     | Q3                     | Poz. s. |
| -------------------- | -- | ------------------ | ------------------------- | ---------------------- | ---------------------- | ---------------------- | ------- |
| 1                    | 44 | Lewis Hamilton     | Mercedes                  | 1:18,188               | 1:17,825               | 1:19,273               | 1       |
| 2                    | 33 | Max Verstappen     | Red Bull Racing-Honda     | 1:18,297               | 1:17,938               | 1:20,489               | 2       |
| 3                    | 55 | Carlos Sainz Jr.   | McLaren-Renault           | 1:18,590               | 1:18,836               | 1:20,671               | 3       |
| 4                    | 77 | Valtteri Bottas    | Mercedes                  | 1:18,791               | 1:18,657               | 1:20,701               | 4       |
| 5                    | 31 | Esteban Ocon       | Renault                   | 1:19,687               | 1:18,764               | 1:20,922               | 5       |
| 6                    | 4  | Lando Norris       | McLaren-Renault           | 1:18,504               | 1:18,448               | 1:20,925               | 9       |
| 7                    | 23 | Alexander Albon    | Red Bull Racing-Honda     | 1:20,882               | 1:19,014               | 1:21,011               | 6       |
| 8                    | 10 | Pierre Gasly       | AlphaTauri-Honda          | 1:20,192               | 1:18,744               | 1:21,028               | 7       |
| 9                    | 3  | Daniel Ricciardo   | Renault                   | 1:19,662               | 1:19,229               | 1:21,192               | 8       |
| 10                   | 5  | Sebastian Vettel   | Ferrari                   | 1:20,243               | 1:19,545               | 1:21,651               | 10      |
| 11                   | 16 | Charles Leclerc    | Ferrari                   | 1:20,871               | 1:19,628               |                        | 14      |
| 12                   | 63 | George Russell     | Williams-Mercedes         | 1:20,382               | 1:19,636               |                        | 11      |
| 13                   | 18 | Lance Stroll       | Racing Point-BWT Mercedes | 1:19,697               | 1:19,645               |                        | 12      |
| 14                   | 26 | Daniił Kwiat       | AlphaTauri-Honda          | 1:19,824               | 1:19,717               |                        | 13      |
| 15                   | 20 | Kevin Magnussen    | Haas-Ferrari              | 1:21,140               | 1:20,211               |                        | 15      |
| 16                   | 7  | Kimi Räikkönen     | Alfa Romeo-Ferrari        | 1:21,372               |                        |                        | 16      |
| 17                   | 11 | Sergio Pérez       | Racing Point-BWT Mercedes | 1:21,607               |                        |                        | 17      |
| 18                   | 6  | Nicholas Latifi    | Williams-Mercedes         | 1:21,759               |                        |                        | 18      |
| 19                   | 99 | Antonio Giovinazzi | Alfa Romeo-Ferrari        | 1:21,831               |                        |                        | 19      |
| 20                   | 8  | Romain Grosjean    | Haas-Ferrari              | —                      |                        |                        | PL      |
| 107% czasu: 1:23,661 |    |                    |                           |                        |                        |                        |         |
| Źródło: FIA          |    |                    |                           |                        |                        |                        |         |

Uwagi
1. ↑  Lando Norris otrzymał karę cofnięcia o 3 pozycje za wyprzedzanie podczas żółtych flag podczas pierwszej sesji treningowej[11].
2. ↑  Charles Leclerc otrzymał karę cofnięcia o 3 pozycje za zablokowanie Daniiła Kwiata podczas drugiej części kwalifikacji[12].
3. ↑  Antonio Giovinazzi otrzymał karę cofnięcia o 5 pozycji za nieplanowaną wymianę skrzyni biegów[13].
4. ↑  Romain Grosjean został zobowiązany do startu z alei serwisowej za złamanie zasad parku zamkniętego[14].
5. ↑  Ponieważ kwalifikacje odbywały się na mokrym torze, reguła 107% nie obowiązywała[15].

### Wyścig
| P           | Nr | Kierowca           | Konstruktor               | Okr. | Czas                       | Start | +/–       | Punkty |
| ----------- | -- | ------------------ | ------------------------- | ---- | -------------------------- | ----- | --------- | ------ |
| 1           | 44 | Lewis Hamilton     | Mercedes                  | 71   | 1:22:50,683                | 1     | Bez zmian | 25     |
| 2           | 77 | Valtteri Bottas    | Mercedes                  | 71   | +13,719                    | 4     | 2         | 18     |
| 3           | 33 | Max Verstappen     | Red Bull Racing-Honda     | 71   | +33,698                    | 2     | 1         | 15     |
| 4           | 23 | Alexander Albon    | Red Bull Racing-Honda     | 71   | +44,400                    | 6     | 2         | 12     |
| 5           | 4  | Lando Norris       | McLaren-Renault           | 71   | +1:01,470                  | 9     | 4         | 10     |
| 6           | 27 | Sergio Pérez       | Racing Point-BWT Mercedes | 71   | +1:02,387                  | 17    | 11        | 8      |
| 7           | 18 | Lance Stroll       | Racing Point-BWT Mercedes | 71   | +1:02,453                  | 12    | 5         | 6      |
| 8           | 3  | Daniel Ricciardo   | Renault                   | 71   | +1:02,591                  | 8     | Bez zmian | 4      |
| 9           | 55 | Carlos Sainz Jr.   | McLaren-Renault           | 70   | +1 okrążenie               | 3     | 6         | 2+1    |
| 10          | 26 | Daniił Kwiat       | AlphaTauri-Honda          | 70   | +1 okrążenie               | 13    | 3         | 1      |
| 11          | 7  | Kimi Räikkönen     | Alfa Romeo-Ferrari        | 70   | +1 okrążenie               | 16    | 5         |        |
| 12          | 20 | Kevin Magnussen    | Haas-Ferrari              | 70   | +1 okrążenie               | 15    | 3         |        |
| 13          | 8  | Romain Grosjean    | Haas-Ferrari              | 70   | +1 okrążenie               | PL    | 7         |        |
| 14          | 99 | Antonio Giovinazzi | Alfa Romeo-Ferrari        | 70   | +1 okrążenie               | 19    | 5         |        |
| 15          | 10 | Pierre Gasly       | AlphaTauri-Honda          | 70   | +1 okrążenie               | 7     | 8         |        |
| 16          | 63 | George Russell     | Williams-Mercedes         | 69   | +2 okrążenia               | 11    | 5         |        |
| 17          | 6  | Nicholas Latifi    | Williams-Mercedes         | 69   | +2 okrążenia               | 18    | 1         |        |
| NS          | 31 | Esteban Ocon       | Renault                   | 25   | NU (przegrzanie)           | 5     |           |        |
| NS          | 16 | Charles Leclerc    | Ferrari                   | 4    | NU (uszkodzenia kolizyjne) | 14    |           |        |
| NS          | 5  | Sebastian Vettel   | Ferrari                   | 1    | NU (uszkodzenia kolizyjne) | 10    |           |        |
| Źródło: FIA |    |                    |                           |      |                            |       |           |        |

Uwagi
1. ↑  Dodatkowy 1 punkt jest przyznawany kierowcy, który ustanowił najszybsze okrążenie w wyścigu, pod warunkiem, że ukończył wyścig w pierwszej 10.

### Najszybsze okrążenie
| Nr          | Kierowca         | Konstruktor | Czas     | Okr. |
| ----------- | ---------------- | ----------- | -------- | ---- |
| 55          | Carlos Sainz Jr. | McLaren     | 1:05,619 | 68   |
| Źródło: FIA |                  |             |          |      |

### Prowadzenie w wyścigu
| Nr                              | Kierowca        | Konstruktor | Okrążenia   | Suma |
| ------------------------------- | --------------- | ----------- | ----------- | ---- |
| 44                              | Lewis Hamilton  | Mercedes    | 1-27, 35-71 | 64   |
| 77                              | Valtteri Bottas | Mercedes    | 28-34       | 7    |
| \| Wykres \| \| ------ \| \| \| |                 |             |             |      |
| Źródło: FIA                     |                 |             |             |      |
| Wykres                          |                 |             |             |      |
|                                 |                 |             |             |      |

## Klasyfikacja po wyścigu

### Kierowcy
Źródło: FIA
| P  | +/− | Kierowca           | Starty | Punkty | P1 | P2 | P3 | PP | NO | NS |
| -- | --- | ------------------ | ------ | ------ | -- | -- | -- | -- | -- | -- |
| 1  | 0   | Valtteri Bottas    | 2      | 43     | 1  | 1  | –  | 1  | –  | –  |
| 2  | +2  | Lewis Hamilton     | 2      | 37     | 1  | –  | –  | 1  | –  | –  |
| 3  | 0   | Lando Norris       | 2      | 26     | –  | –  | 1  | –  | 1  | –  |
| 4  | −2  | Charles Leclerc    | 2      | 18     | –  | 1  | –  | –  | –  | 1  |
| 5  | +1  | Sergio Pérez       | 2      | 16     | –  | –  | –  | –  | –  | –  |
| 6  | N   | Max Verstappen     | 2      | 15     | –  | –  | 1  | –  | –  | 1  |
| 7  | −2  | Carlos Sainz Jr.   | 2      | 13     | –  | –  | –  | –  | 1  | –  |
| 8  | +5  | Alexander Albon    | 2      | 12     | –  | –  | –  | –  | –  | –  |
| 9  | −2  | Pierre Gasly       | 2      | 6      | –  | –  | –  | –  | –  | –  |
| 10 | N   | Lance Stroll       | 2      | 6      | –  | –  | –  | –  | –  | 1  |
| 11 | −3  | Esteban Ocon       | 2      | 4      | –  | –  | –  | –  | –  | 1  |
| 12 | N   | Daniel Ricciardo   | 2      | 4      | –  | –  | –  | –  | –  | 1  |
| 13 | −4  | Antonio Giovinazzi | 2      | 2      | –  | –  | –  | –  | –  | –  |
| 14 | −2  | Daniił Kwiat       | 2      | 1      | –  | –  | –  | –  | –  | –  |
| 15 | −5  | Sebastian Vettel   | 2      | 1      | –  | –  | –  | –  | –  | 1  |
| 16 | −5  | Nicholas Latifi    | 2      | 0      | –  | –  | –  | –  | –  | –  |
| 17 | N   | Kimi Räikkönen     | 2      | 0      | –  | –  | –  | –  | –  | 1  |
| 18 | N   | Romain Grosjean    | 2      | 0      | –  | –  | –  | –  | –  | 1  |
| 19 | N   | Kevin Magnussen    | 2      | 0      | –  | –  | –  | –  | –  | 1  |
| 20 | N   | George Russell     | 2      | 0      | –  | –  | –  | –  | –  | 1  |
| P  | +/− | Kierowca           | Starty | Punkty | P1 | P2 | P3 | PP | NO | NS |

### Konstruktorzy
Źródło: FIA
| P  | +/− | Konstruktor               | Starty | Punkty | P1 | P2 | P3 | PP | NO | NS |
| -- | --- | ------------------------- | ------ | ------ | -- | -- | -- | -- | -- | -- |
| 1  | 0   | Mercedes                  | 4      | 80     | 2  | 1  | –  | 2  | –  | –  |
| 2  | 0   | McLaren-Renault           | 4      | 39     | –  | –  | 1  | –  | 2  | –  |
| 3  | +6  | Red Bull Racing-Honda     | 4      | 27     | –  | –  | 1  | –  | –  | 1  |
| 4  | 0   | Racing Point-BWT Mercedes | 4      | 22     | –  | –  | –  | –  | –  | 1  |
| 5  | −2  | Ferrari                   | 4      | 19     | –  | 1  | –  | –  | –  | 2  |
| 6  | 0   | Renault                   | 4      | 8      | –  | –  | –  | –  | –  | 2  |
| 7  | −2  | Scuderia AlphaTauri-Honda | 4      | 7      | –  | –  | –  | –  | –  | –  |
| 8  | −1  | Alfa Romeo Racing-Ferrari | 4      | 2      | –  | –  | –  | –  | –  | 1  |
| 9  | −1  | Williams-Mercedes         | 4      | 0      | –  | –  | –  | –  | –  | 1  |
| 10 | N   | Haas-Ferrari              | 4      | 0      | –  | –  | –  | –  | –  | 2  |
| P  | +/− | Konstruktor               | Starty | Punkty | P1 | P2 | P3 | PP | NO | NS |